# Los sueños de Luciano Pulgar
Los sueños de Luciano Pulgar es la obra más conocida del escritor y estadista colombiano Marco Fidel Suárez (1855-1927). Consiste en una colección de 173 ensayos expuestos bajo el rótulo de «sueños», los que fueron escritos entre el 10 de marzo de 1923 y el 9 de marzo de 1927. Originalmente fueron publicados en el suplemento literario del diario El Nuevo Tiempo de Bogotá. Posteriormente se han hecho cuatro ediciones de esta obra, una de ellas fue publicada en 1966 por el Instituto Caro y Cuervo, en doce volúmenes con anotaciones del sacerdote José J. Ortega Torres.
Los "sueños" están escritos a manera de diálogo entre un personaje llamado Luciano Pulgar (que representa al propio autor Marco Fidel Suárez) y varios personajes jóvenes, en los cuales se hace reflexión acerca de diversos temas. La serie surgió con un primer artículo llamado "Un sueño", como una defensa contra las acusaciones que se le formularon a Marco Fidel Suárez cuando era presidente de Colombia. La publicación de sus "sueños" se extendió durante cuatro años hasta la última entrega, denominada "El sueño del Padre Nilo", la cual fue escrita algunas semanas antes de su muerte.
La obra es un compendio del saber enciclopédico de su autor, de sus variados y amenos recuerdos y un mosaico de las gentes que lo supieron apreciar y le dejaron marca. Combina estudios sobre temas gramaticales con trozos de historia y descripciones de paisajes que admiró en sus extensos periplos por la geografía de su patria. Por la tersura de su prosa y la pureza de su estilo es considerada un clásico de la literatura colombiana.